# Triplophyllum hirsutum
Triplophyllum hirsutum là một loài thực vật có mạch trong họ Dryopteridaceae. Loài này được (Holttum) J. Prado & R.C. Moran mô tả khoa học đầu tiên năm 2008.

## Hình ảnh

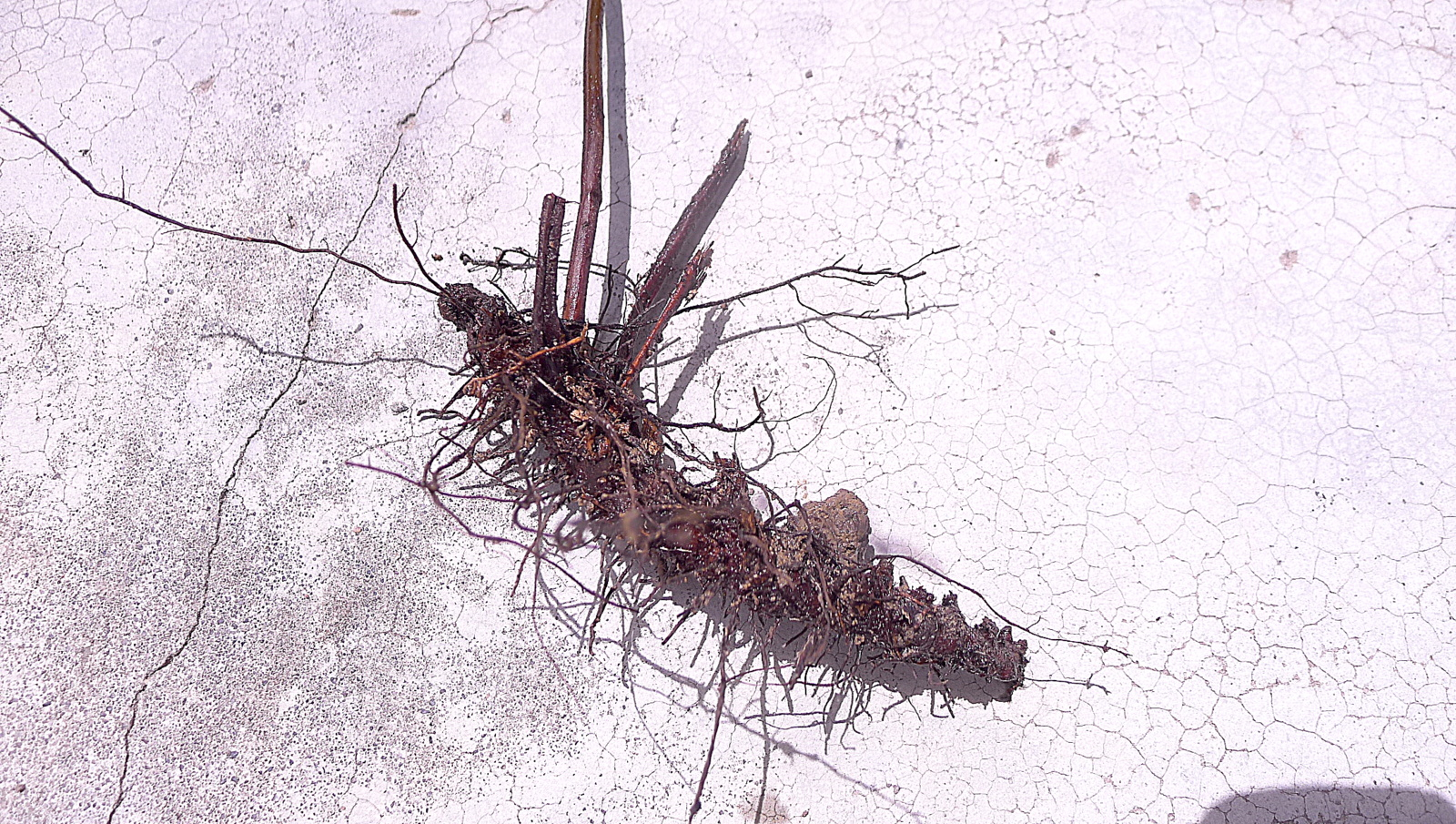
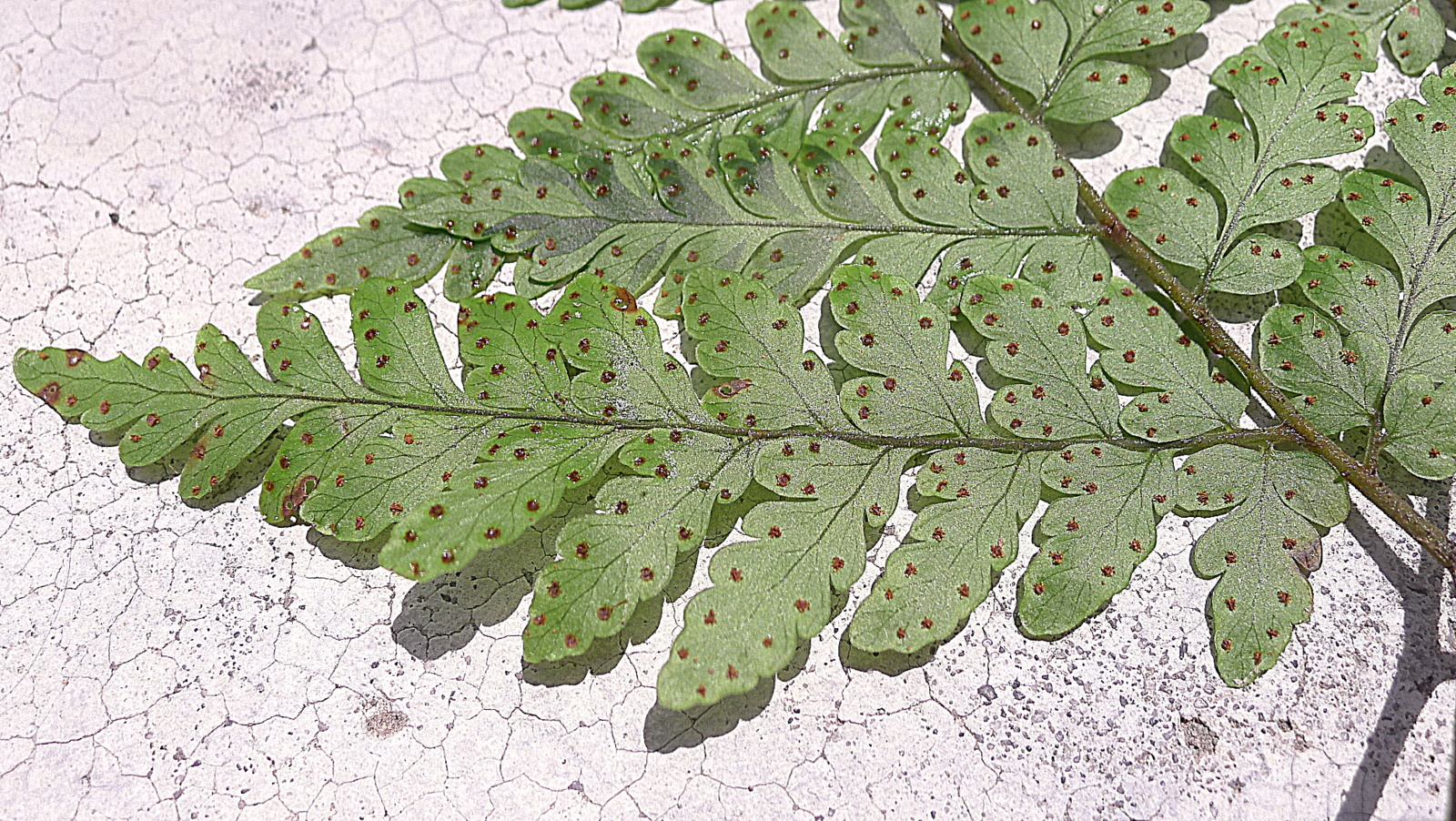